# Seznam medailistů na letních olympijských hrách v dráhové cyklistice – muži
Kompletní přehled všech olympijských medailistů v dráhové cyklistice mužů. V současnosti jsou na programu LOH tato disciplína Keirin (od roku 2000), Omnium (od roku 2012), stíhací závod (družstva) (od roku 1908), sprint (jednotlivci) (od roku 1896) a sprint (družstva) (od roku 2000).

## Současné disciplíny

### Keirin
| Rok      | Zlato                               | Stříbro                                 | Bronz                                    |
| -------- | ----------------------------------- | --------------------------------------- | ---------------------------------------- |
| LOH 2000 | Florian Rousseau · Francie (FRA)    | Gary Neiwand · Austrálie (AUS)          | Jens Fiedler · Německo (GER)             |
| LOH 2004 | Ryan Bayley · Austrálie (AUS)       | José Antonio Escuredo · Španělsko (ESP) | Shane Kelly · Austrálie (AUS)            |
| LOH 2008 | Chris Hoy · Velká Británie (GBR)    | Ross Edgar · Velká Británie (GBR)       | Kiyofumi Nagai · Japonsko (JPN)          |
| LOH 2012 | Chris Hoy · Velká Británie (GBR)    | Maximilian Levy · Německo (GER)         | Teun Mulder · Nizozemsko (NED)           |
| LOH 2012 | Chris Hoy · Velká Británie (GBR)    | Maximilian Levy · Německo (GER)         | Simon van Velthooven · Nový Zéland (NZL) |
| LOH 2016 | Jason Kenny · Velká Británie (GBR)  | Matthijs Buchli · Nizozemsko (NED)      | Azizulhasni Awang · Malajsie (MAS)       |
| LOH 2020 | Jason Kenny · Velká Británie (GBR)  | Azizulhasni Awang · Malajsie (MAS)      | Harrie Lavreysen · Nizozemsko (NED)      |
| LOH 2024 | Harrie Lavreysen · Nizozemsko (NED) | Matthew Richardson · Austrálie (AUS)    | Matthew Glaetzer · Austrálie (AUS)       |

### Omnium
| Rok      | Zlato                                | Stříbro                               | Bronz                                |
| -------- | ------------------------------------ | ------------------------------------- | ------------------------------------ |
| LOH 2012 | Lasse Norman Hansen · Dánsko (DEN)   | Bryan Coquard · Francie (FRA)         | Ed Clancy · Velká Británie (GBR)     |
| LOH 2016 | Elia Viviani · Itálie (ITA)          | Mark Cavendish · Velká Británie (GBR) | Lasse Norman Hansen · Dánsko (DEN)   |
| LOH 2020 | Matthew Walls · Velká Británie (GBR) | Campbell Stewart · Nový Zéland (NZL)  | Elia Viviani · Itálie (ITA)          |
| LOH 2024 | Benjamin Thomas · Francie (FRA)      | Iúri Leitão · Portugalsko (POR)       | Fabio Van den Bossche · Belgie (BEL) |

### Stíhací závod (družstva)
| Rok      | Zlato                                                                                              | Stříbro | Bronz                                                                                         |
| -------- | -------------------------------------------------------------------------------------------------- | --- | --------------------------------------------------------------------------------------------- |
| LOH 1908 | Velká Británie (GBR) · Benjamin Jones · Clarence Kingsbury · Leonard Meredith · Ernest Payne       | Německo (GER) · Max Götze · Rudolf Katzer · Hermann Martens · Karl Neumer                                             | Kanada (CAN) · William Anderson · Walter Andrews · Frederick McCarthy · William Morton        |
| LOH 1912 | Nebyl na programu LOH                                                                              | Nebyl na programu LOH                                                                                                 | Nebyl na programu LOH                                                                         |
| LOH 1920 | Itálie (ITA) · Arnaldo Carli · Ruggero Ferrario · Franco Giorgetti · Primo Magnani                 | Velká Británie (GBR) · Cyril Alden · Horace Johnson · William Stewart · Albert White                                  | Jihoafrická unie (RSA) · Harry Goosen · Henry Kaltenbrun · William Smith · James Walker       |
| LOH 1924 | Itálie (ITA) · Angelo de Martino · Alfredo Dinale · Aurelio Menegazzi · Francesco Zucchetti        | Polsko (POL) · Józef Lange · Jan Lazarski · Tomasz Stankiewicz · Franciszek Szymczyk                                  | Belgie (BEL) · Jean van den Bosch · Léonard Daghelinckx · Henri Hoevenaers · Ferdinand Saive  |
| LOH 1928 | Itálie (ITA) · Marco Cattaneo · Cesare Facciani · Mario Lusiani · Luigi Tasselli                   | Nizozemsko (NED) · Janus Braspennincx · Piet van der Horst · Johannes Maas · Jan Pijnenburg                           | Velká Británie (GBR) · George Southall · Harry Wyld · Leonard Wyld · Percy Wyld               |
| LOH 1932 | Itálie (ITA) · Nino Borsari · Marco Cimatti · Alberto Ghilardi · Paolo Pedretti                    | Francie (FRA) · Paul Chocque · Amédée Fournier · René Legrèves · Henri Mouillefarine                                  | Velká Británie (GBR) · William Harvell · Charles Holland · Ernest Johnson · Frank Southall    |
| LOH 1936 | Francie (FRA) · Robert Charpentier · Jean Goujon · Guy Lapébie · Roger-Jean Le Nizerhy             | Itálie (ITA) · Bianco Bianchi · Mario Gentili · Armando Latini · Severino Rigoni                                      | Velká Británie (GBR) · Harry Hill · Ernest Johnson · Charles King · Ernest Mills              |
| LOH 1948 | Francie (FRA) · Pierre Adam · Serge Blusson · Charles Coste · Fernand Decanali                     | Itálie (ITA) · Arnaldo Benfenati · Guido Bernardi · Anselmo Citterio · Rino Pucci                                     | Velká Británie (GBR) · Robert Geldard · Tommy Godwin · David Ricketts · Wilfred Waters        |
| LOH 1952 | Itálie (ITA) · Loris Campana · Mino de Rossi · Guido Messina · Marino Morettini                    | Jihoafrická unie (RSA) · George Estman · Robert Fowler · Thomas Shardelow · Alfred Swift                              | Velká Británie (GBR) · Donald Burgess · George Newberry · Alan Newton · Ronald Stretton       |
| LOH 1956 | Itálie (ITA) · Antonio Domenicali · Leandro Faggin · Franco Gandini · Valentino Gasparella         | Francie (FRA) · René Bianchi · Jean Graczyk · Jean-Claude Lecante · Michel Vermeulin                                  | Velká Británie (GBR) · Donald Burgess · Michael Gambrill · John Geddes · Thomas Simpson       |
| LOH 1960 | Itálie (ITA) · Luigi Arienti · Franco Testa · Mario Vallotto · Marino Vigna                        | Tým sjednoceného Německa (EUA) · Bernd Barleben · Peter Gröning · Manfred Klieme · Siegfried Köhler                   | Sovětský svaz (URS) · Arnold Belgardt · Leonid Kolumbet · Stanislav Moskvin · Viktor Romanov  |
| LOH 1964 | Tým sjednoceného Německa (EUA) · Lothar Claesges · Karlheinz Henrichs · Karl Link · Ernst Streng   | Itálie (ITA) · Vincenzo Mantovani · Carlo Rancati · Luigi Roncaglia · Franco Testa                                    | Nizozemsko (NED) · Henk Cornelisse · Gerard Koel · Jaap Oudkerk · Cor Schuuring               |
| LOH 1968 | Dánsko (DEN) · Gunnar Asmussen · Mogens Jensen · Per Jørgensen · Reno Olsen                        | Západní Německo (FRG) · Udo Hempel · Karlheinz Henrichs · Jürgen Kissner · Karl Link                                  | Itálie (ITA) · Lorenzo Bosisio · Cipriano Chemello · Giorgio Morbiato · Luigi Roncaglia       |
| LOH 1972 | Západní Německo (FRG) · Günther Schumacher · Jürgen Colombo · Günter Haritz · Udo Hempel           | Německá demokratická republika (GDR) · Uwe Unterwalder · Thomas Huschke · Heinz Richter · Herbert Richter             | Velká Británie (GBR) · William Moore · Michael Bennett · Ian Hallam · Ronald Keeble           |
| LOH 1976 | Západní Německo (FRG) · Peter Vonhof · Gregor Braun · Hans Lutz · Günther Schumacher               | Sovětský svaz (URS) · Viktor Sokolov · Vladimir Osokin · Alexandr Perov · Vitalij Petrakov                            | Velká Británie (GBR) · Ian Hallam · Ian Banbury · Michael Bennett · Robin Croker              |
| LOH 1980 | Sovětský svaz (URS) · Viktor Manakov · Valerij Movčan · Vladimir Osokin · Vitalij Petrakov         | Německá demokratická republika (GDR) · Gerald Mortag · Uwe Unterwalder · Matthias Wiegand · Volker Winkler            | Československo (TCH) · Theodor Černý · Martin Penc · Jiří Pokorný · Igor Sláma                |
| LOH 1984 | Austrálie (AUS) · Michael Grenda · Kevin Nichols · Michael Turtur · Dean Woods                     | Spojené státy americké (USA) · David Grylls · Steve Hegg · Patrick McDonough · Leonard Nitz                           | Západní Německo (FRG) · Reinhard Alber · Rolf Gölz · Roland Günther · Michael Marx            |
| LOH 1988 | Sovětský svaz (URS) · Vjačeslav Jekimov · Artūras Kasputis · Dmitrij Něljubin · Gintautas Umaras · | Německá demokratická republika (GDR) · Carsten Wolf · Steffen Blochwitz · Roland Hennig · Dirk Meier ·                | Austrálie (AUS) · Scott McGrory · Dean Woods · Brett Dutton · Wayne McCarny · Stephen McGlede |
| LOH 1992 | Německo (GER) · Stefan Steinweg · Andreas Walzer · Guido Fulst · Michael Glöckner · Jens Lehmann   | Austrálie (AUS) · Stuart O'Grady · Brett Aitken · Stephen McGlede · Shaun O'Brien ·                                   | Dánsko (DEN) · Jan Petersen · Michael Sandstød · Ken Frost · Jimmi Madsen · Klaus Nielsen     |
| LOH 1996 | Francie (FRA) · Chistophe Capelle · Philippe Ermenault · Jean-Michel Monin · Francis Moreau        | Rusko (RUS) · Eduard Gricun · Nikolaj Kuzněcov · Alexej Markov · Anton Šantyr                                         | Austrálie (AUS) · Brett Aitken · Stuart O'Grady · Timothy O'Shannessey · Dean Woods           |
| LOH 2000 | Německo (GER) · Guido Fulst · Robert Bartko · Daniel Becke · Jens Lehmann                          | Ukrajina (UKR) · Guozheng Liu · Sergij Matvějev · Alexander Symoněnko · Oleksandr Feděnko                             | Velká Británie (GBR) · Paul Manning · Chris Newton · Bryan Steel · Bradley Wiggins            |
| LOH 2004 | Austrálie (AUS) · Graeme Brown · Brett Lancaster · Brad McGee · Luke Roberts                       | Velká Británie (GBR) · Steve Cummings · Rob Hayles · Paul Manning · Bradley Wiggins                                   | Španělsko (ESP) · Carlos Castaño · Sergi Escobar · Asier Maeztu · Carlos Torrent              |
| LOH 2008 | Velká Británie (GBR) · Ed Clancy · Paul Manning · Geraint Thomas · Bradley Wiggins ·               | Dánsko (DEN) · Casper Jørgensen · Jens-Erik Madsen · Michael Mørkøv · Alex Nicki Rasmussen · Michael Færk Christensen | Nový Zéland (NZL) · Sam Bewley · Hayden Roulston · Marc Ryan · Jesse Sergent · Westley Gough  |
| LOH 2012 | Velká Británie (GBR) · Ed Clancy · Geraint Thomas · Steven Burke · Peter Kennaugh                  | Austrálie (AUS)} · Jack Bobridge · Glenn O'Shea · Rohan Dennis · Michael Hepburn                                      | Nový Zéland (NZL) · Sam Bewley · Aaron Gate · Marc Ryan · Jesse Sergent                       |
| LOH 2016 | Velká Británie (GBR) · Edward Clancy · Steven Burke · Owain Doull · Bradley Wiggins                | Austrálie (AUS) · Alexander Edmondson · Jack Bobridge · Michael Hepburn · Sam Welsford                                | Dánsko (DEN) · Lasse Norman Hansen · Niklas Larsen · Frederik Madsen · Casper von Folsach     |
| LOH 2020 | Itálie (ITA) · Simone Consonni · Filippo Ganna · Francesco Lamon · Jonathan Milan                  | Dánsko (DEN) · Lasse Norman Hansen · Niklas Larsen · Frederik Rodenberg · Rasmus Pedersen                             | Austrálie (AUS) · Kelland O'Brien · Sam Welsford · Leigh Howard · Luke Plapp                  |
| LOH 2024 | Austrálie (AUS) · Oliver Bleddyn · Sam Welsford · Conor Leahy · Kelland O'Brien                    | Velká Británie (GBR) · Ethan Hayter · Daniel Bigham · Charlie Tanfield · Ethan Vernon · Oliver Wood                   | Itálie (ITA) · Simone Consonni · Filippo Ganna · Francesco Lamon · Jonathan Milan             |

### Sprint (jednotlivci)
| Rok      | Zlato                                                             | Stříbro                                                           | Bronz                                                             |
| -------- | ----------------------------------------------------------------- | ----------------------------------------------------------------- | ----------------------------------------------------------------- |
| LOH 1896 | Paul Masson · Francie (FRA)                                       | Stamatios Nikolopoulos · Řecko (GRE)                              | Léon Flameng · Francie (FRA)                                      |
| LOH 1900 | Georges Taillandier · Francie (FRA)                               | Fernand Sanz · Francie (FRA)                                      | John Henry Lake · Spojené státy americké (USA)                    |
| 1904     | Nebyl na programu LOH                                             | Nebyl na programu LOH                                             | Nebyl na programu LOH                                             |
| LOH 1908 | Závod prohlášen za neplatný, ve finále byl překročen časový limit | Závod prohlášen za neplatný, ve finále byl překročen časový limit | Závod prohlášen za neplatný, ve finále byl překročen časový limit |
| 1912     | Nebyl na programu LOH                                             | Nebyl na programu LOH                                             | Nebyl na programu LOH                                             |
| LOH 1920 | Maurice Peeters · Nizozemsko (NED)                                | Horace Johnson · Velká Británie (GBR)                             | Harry Ryan · Velká Británie (GBR)                                 |
| LOH 1924 | Lucien Michard · Francie (FRA)                                    | Jacob Meijer · Nizozemsko (NED)                                   | Jean Cugnot · Francie (FRA)                                       |
| LOH 1928 | Roger Beaufrand · Francie (FRA)                                   | Antoine Mazairac · Nizozemsko (NED)                               | Willy Hansen · Dánsko (DEN)                                       |
| LOH 1932 | Jacobus van Egmond · Nizozemsko (NED)                             | Louis Chaillot · Francie (FRA)                                    | Bruno Pellizzari · Itálie (ITA)                                   |
| LOH 1936 | Toni Merkens · Německo (GER)                                      | Arie van Vliet · Nizozemsko (NED)                                 | Louis Chaillot · Francie (FRA)                                    |
| LOH 1948 | Mario Ghella · Itálie (ITA)                                       | Reginald Harris · Velká Británie (GBR)                            | Axel Schandorff · Dánsko (DEN)                                    |
| LOH 1952 | Enzo Sacchi · Itálie (ITA)                                        | Lionel Cox · Austrálie (AUS)                                      | Werner Potzernheim · Německo (GER)                                |
| LOH 1956 | Michel Rousseau · Francie (FRA)                                   | Guglielmo Presenti · Itálie (ITA)                                 | Dick Ploog · Austrálie (AUS)                                      |
| LOH 1960 | Sante Gaiardoni · Itálie (ITA)                                    | Leo Sterckx · Belgie (BEL)                                        | Valentino Gasarella · Itálie (ITA)                                |
| LOH 1964 | Giovanni Pettenella · Itálie (ITA)                                | Sergio Bianchetto · Itálie (ITA)                                  | Daniel Morelon · Francie (FRA)                                    |
| LOH 1968 | Daniel Morelon · Francie (FRA)                                    | Giordano Turrini · Itálie (ITA)                                   | Pierre Trentin · Francie (FRA)                                    |
| LOH 1972 | Daniel Morelon · Francie (FRA)                                    | John Nicholson · Austrálie (AUS)                                  | Omar Pchakadze · Sovětský svaz (URS)                              |
| LOH 1976 | Anton Tkáč · Československo (TCH)                                 | Daniel Morelon · Francie (FRA)                                    | Hans-Jürgen Geschke · Německá demokratická republika (GDR)        |
| LOH 1980 | Lutz Heßlich · Německá demokratická republika (GDR)               | Yave Cahard · Francie (FRA)                                       | Sergej Kopylov · Sovětský svaz (URS)                              |
| LOH 1984 | Mark Gorski · Spojené státy americké (USA)                        | Nelson Vails · Spojené státy americké (USA)                       | Cutomu Sakamoto · Japonsko (JPN)                                  |
| LOH 1988 | Lutz Heßlich · Německá demokratická republika (GDR)               | Nikolaj Kovš · Sovětský svaz (URS)                                | Gary Neiwand · Austrálie (AUS)                                    |
| LOH 1992 | Jens Fiedler · Německo (GER)                                      | Gary Neiwand · Austrálie (AUS)                                    | Curt Harnett · Kanada (CAN)                                       |
| LOH 1996 | Jens Fiedler · Německo (GER)                                      | Marty Nothstein · Spojené státy americké (USA)                    | Curt Harnett · Kanada (CAN)                                       |
| LOH 2000 | Marty Nothstein · Spojené státy americké (USA)                    | Florian Rousseau · Francie (FRA)                                  | Jens Fiedler · Německo (GER)                                      |
| LOH 2004 | Ryan Bayley · Austrálie (AUS)                                     | Theo Bos · Nizozemsko (NED)                                       | René Wolff · Německo (GER)                                        |
| LOH 2008 | Chris Hoy · Velká Británie (GBR)                                  | Jason Kenny · Velká Británie (GBR)                                | Mickaël Bourgain · Francie (FRA)                                  |
| LOH 2012 | Jason Kenny · Velká Británie (GBR)                                | Grégory Baugé · Francie (FRA)                                     | Shane Perkins · Austrálie (AUS)                                   |
| LOH 2016 | Jason Kenny · Velká Británie (GBR)                                | Callum Skinner · Velká Británie (GBR)                             | Děnis Dmitrijev · Rusko (RUS)                                     |
| LOH 2020 | Harrie Lavreysen · Nizozemsko (NED)                               | Jeffrey Hoogland · Nizozemsko (NED)                               | Jack Carlin · Velká Británie (GBR)                                |
| LOH 2024 | Harrie Lavreysen · Nizozemsko (NED)                               | Matthew Richardson · Austrálie (AUS)                              | Jack Carlin · Velká Británie (GBR)                                |

### Sprint (družstva)
| Rok      | Zlato                                                                     | Stříbro                                                            | Bronz                                                                   |
| -------- | ------------------------------------------------------------------------- | ------------------------------------------------------------------ | ----------------------------------------------------------------------- |
| LOH 2000 | Francie (FRA) · Florian Rousseau · Arnaud Tournant · Laurent Gané         | Velká Británie (GBR) · Chris Hoy · Craig MacLean · Jason Queally   | Austrálie (AUS) · Gary Neiwand · Sean Eadie · Darryn Hill               |
| LOH 2004 | Německo (GER) · Jens Fiedler · Stefan Nimke · René Wolff                  | Japonsko (JPN) · Tošiaki Fušimi · Masaki Inoue · Tomohiro Nagacuka | Francie (FRA) · Mickaël Bourgain · Laurent Gané · Arnaud Tournant       |
| LOH 2008 | Velká Británie (GBR) · Chris Hoy · Jason Kenny · Jamie Staff              | Francie (FRA) · Grégory Baugé · Kévin Sireau · Arnaud Tournant     | Německo (GER) · René Enders · Maximilian Levy · Stefan Nimke            |
| LOH 2012 | Velká Británie (GBR) · Philip Hindes · Chris Hoy · Jason Kenny            | Francie (FRA) · Grégory Baugé · Michaël D'Almeida · Kévin Sireau   | Německo (GER) · René Enders · Maximilian Levy · Robert Förstemann       |
| LOH 2016 | Velká Británie (GBR) · Philip Hindes · Jason Kenny · Callum Skinner       | Nový Zéland (NZL) · Eddie Dawkins · Ethan Mitchell · Sam Webster   | Francie (FRA) · Grégory Baugé · Michaël D'Almeida · François Pervis     |
| LOH 2020 | Nizozemsko (NED) · Jeffrey Hoogland · Harrie Lavreysen · Roy van den Berg | Velká Británie (GBR) · Jack Carlin · Jason Kenny · Ryan Owens      | Francie (FRA) · Florian Grengbo · Rayan Helal · Sébastien Vigier        |
| LOH 2024 | Nizozemsko (NED) · Jeffrey Hoogland · Harrie Lavreysen · Roy van den Berg | Velká Británie (GBR) · Ed Lowe · Hamish Turnbull · Jack Carlin     | Austrálie (AUS) · Leigh Hoffman · Matthew Richardson · Matthew Glaetzer |